# Берглунд, Калле
Калле Андерс Берглунд (швед. Kalle Anders Berglund; род. 11 марта 1996, Карлскруна, Швеция) — шведский легкоатлет, специализирующийся в беге на средние дистанции. Серебряный призёр чемпионата Европы в помещении 2017 года в беге на 1500 метров. Двукратный чемпион Швеции.

## Биография
В школьные годы играл в хоккей в команде из родного города Улуфстрём на позиции защитника. С 10 лет участвовал в соревнованиях по бегу, но делал это нерегулярно и использовал их в качестве повышения своей выносливости. Сменить вид спорта Калле решил только в 16 лет, когда занял несколько призовых мест в беге на 400 метров на региональных соревнованиях. В 2012 году он поступил в спортивную гимназию города Векшё и за два года полноценных тренировок улучшил личный рекорд на дистанции 800 метров на 11 секунд, с 1.58 до 1.47.
Выступал на чемпионатах мира и Европы среди юниоров, где оба раза был в числе финалистов на 800 метров (7-е и 4-е места соответственно).
В 2015 году вышел на старт командного чемпионата Европы, где стал шестым с личным рекордом 1.46,85.
В начале 2017 года улучшил национальный рекорд в беге на 1500 метров в помещении, показав результат 3.37,69. На чемпионате Европы в помещении в тактическом беге выиграл серебряную медаль, уступив только поляку Марцину Левандовскому.

## Основные результаты
| Год  | Турнир                                   | Место проведения      | Дисциплина     | Место       | Результат |
| ---- | ---------------------------------------- | --------------------- | -------------- | ----------- | --------- |
| 2014 | Чемпионат мира среди юниоров             | Юджин, США            | 800 м          | 7-е         | 1.47,31   |
| 2015 | Командный чемпионат Европы               | Чебоксары, Россия     | 800 м          | 6-е         | 1.46,85   |
| 2015 | Чемпионат Европы среди юниоров           | Эскильстуна, Швеция   | 800 м          | 4-е         | 1.49,88   |
| 2015 | Чемпионат Европы по кроссу среди юниоров | Йер, Франция          | кросс 5,947 км | 45-е        | 18.42     |
| 2016 | Чемпионат Европы                         | Амстердам, Нидерланды | 800 м          | 18-е (заб.) | 1.49,65   |
| 2017 | Чемпионат Европы в помещении             | Белград, Сербия       | 1500 м         | 2-е         | 3.45,56   |